# 輝け!オールスター秋の番組対抗ウルトラ料理大賞
『輝け!オールスター秋の番組対抗ウルトラ料理大賞』（かがやけ!オールスターあきのばんぐみたいこうウルトラりょうりたいしょう）は、1983年9月28日と1984年9月26日の2回にわたってテレビ朝日系列の『水曜スペシャル』で放送された特別番組（料理バラエティ番組）である。

## 概要
テレビ朝日系列が誇る人気番組、新番組などのスターが、番組の名誉と栄光をかけて料理の盛り付け、味、ダイナミックさを競い、「ウルトラ料理クッキング大賞」「ウルトラ料理グルメ大賞」「ウルトラ料理ウルトラ大賞」の3大グランプリに挑戦する。
それまでテレビ朝日の春秋改編期の期首特番は、1979年秋より『オールスター番組対抗ボウリング大会』（以降「ボウリング」と表記）を春秋開催（1981年秋のみ別企画）していたが、この年より『ボウリング』を春のみに限定開催し、秋は別企画で開催する事になり、その初の企画となったのが当番組で、「秋」に因んで、各番組の出演者たちによる番組をイメージした様々な料理で対決する形式となった。
だが、放送はわずか2回で終わり、1985年秋（9月25日放送）には替わって『象印クイズ ヒントでピント』を流用した『輝け!'85オールスター人気番組対抗 爆笑!クイズでヒントゲームでピント』が放送された。そして、1986年には『ビートたけしのスポーツ大将』の流用、1987年には『ニュースステーション』の『金曜チェック』の流用で行われた。

## 放送時間
2回とも、水曜 19:00 - 20:51 (JST) 。
- 19:00枠の『霊感ヤマカン第六感』（朝日放送制作）は2回とも休止となったが、2回目の時には翌10月3日で終了し、『ABOBAゲーム』へ替わった。

## 司会
- 桂三枝（現：六代目桂文枝） - 『ボウリング』から引き続き。
- 南美希子（当時テレビ朝日アナウンサー） - 『ボウリング』でインタビュアーを担当経験有り。

## 参加番組と出典料理

### 1983年
| チーム                    | 出場者                                     | 出典料理               |
| ------------------------- | ------------------------------------------ | ---------------------- |
| 西部警察 PART-III         | 柴俊夫、石原良純、峰竜太、御木裕、小林昭二 | ウルトラ・ビッグカレー |
| 暴れん坊将軍II            | 松平健、龍虎、荒木茂                       | 伊勢海老将軍料理       |
| 遠山の金さん              | 高橋英樹、あべ静江                         | 巨大魚料理             |
| ワールドプロレスリング    | アントニオ猪木                             | 子豚の丸焼きデスマッチ |
| 象印クイズ ヒントでピント |                                            | 16分割弁当             |
| 必殺仕事人IV              | 藤田まこと、三田村邦彦、ひかる一平         | 主水流手打ちうどん     |
| ほか                      |                                            |                        |

### 1984年
| チーム                       | 出場者               | 出典料理                                 |
| ---------------------------- | -------------------- | ---------------------------------------- |
| 司会者チーム                 |                      | 長生き造り、花咲きエビ                   |
| 象印クイズ ヒントでピント    |                      | ピラミッドに映る謎の蜃気楼               |
| 私鉄沿線97分署               | 坂口良子             | '97ディッシュ・ポリスランチ              |
| あっぱれ外人 DONピシャリ!!   | 西川きよし、マリアン | 純和風ハキブチック・ジャパン・アラカルト |
| たみちゃん                   | 野咲たみこ           | 一生懸命（？）の白糸                     |
| 遠山の金さん                 | 高橋英樹             | もろ肌裁き 浮世絵                        |
| 木曜9時の女 悪魔がしのびよる |                      | 悪魔の落とし子中華風                     |
| ザ・ハングマン4              | 名高達郎、植木等     | 最後の晩さん 死刑台のフルコース          |
| 必殺仕切人                   | 小野寺昭、中条きよし | ハルマキトカゲ・トロピカル               |
| 暴れん坊将軍II               | 松平健               | 江戸城本丸 南蛮盛り                      |

『ボウリング』とは違って、『あばれはっちゃくシリーズ』や『ドラえもん』を筆頭としたアニメ、そして特撮番組は出演しなかった。

## 関東地区での再放送
- 関東地区では、1983年版は1983年10月1日に、1984年版は1984年9月29日にそれぞれ『土曜アンコール劇場』（土曜 13:00 - 14:55）で再放送された。